# Akron Art Museum

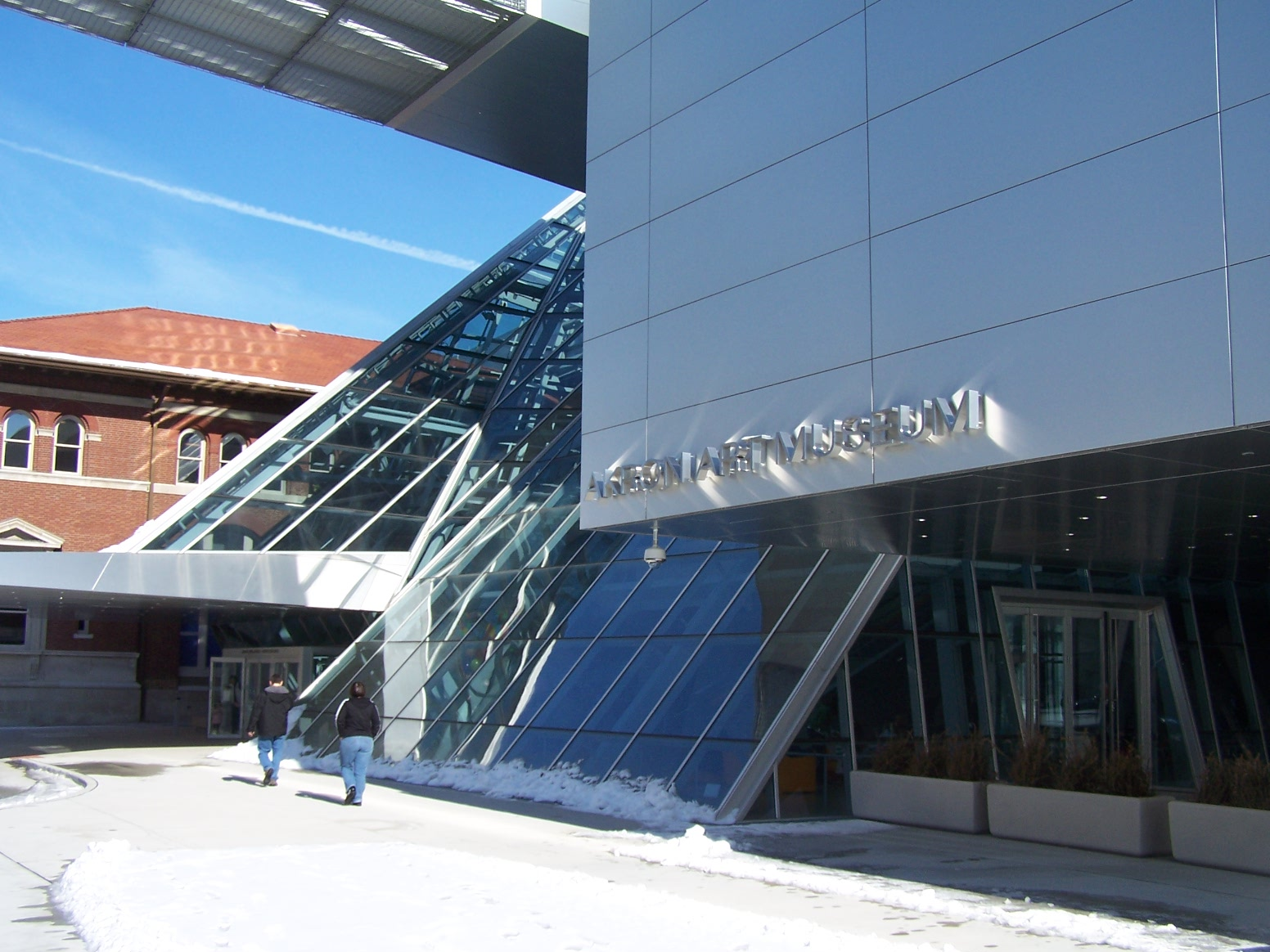
Akron Art Museum

Das Akron Art Museum ist ein 1922 eröffnetes Kunstmuseum in Akron, Ohio, USA.
Seit 1970 konzentriert sich das Museum auf moderne Kunst nach 1850. Im Besitz des Museums sind mehr als 5000 dauerhafte Objekte. Pro Jahr hat es 50.000 Besucher.
Das Museumsgebäude wurde von Coop Himmelb(l)au für 20 Mio. US-Dollar umgebaut und wurde von 7. bis 17. Juli 2007 wiedereröffnet. Der Neubau besteht aus drei architektonischen Elementen: Dem Crystal, einen dreigeschossigen Eingangsbereich, der Gallery Box, dem großen, flexiblen Ausstellungsbereich und der Roof Cloud (Dachwolke) eine rund 100 m lange freitragende Stahlkonstruktion, die sich über den Alt- und Neubau sowie die angrenzende Straße erstreckt. 2005 bekam Coop Himmelb(l)au für den Entwurf 2005 den American Architecture Award verliehen.